# Eleonore Auegg-Dilg
Eleonore (Lory) Auegg-Dilg, geb. Dilg (* 24. März 1811 in Wien; † 17. August 1890 in Graz), war eine österreichische Porträt- und Miniaturmalerin.

## Leben
Eleonore Auegg-Dilg heiratete 1840 den Offizier Heinrich Auegg. Die Schriftstellerin und Erzieherin Henriette Auegg war ihre Tochter.
Auegg-Dilg erhielt ihre künstlerische Ausbildung bei Josef Kriehuber dem Älteren und um 1830 bei dem Miniaturmaler Moritz Daffinger in ihrer Geburtsstadt Wien. Nach ihrer Heirat lebte sie von 1840 bis 1870 in Linz. Sie wurde Mitglied des dort 1851 gegründeten Oberösterreichischen Kunstvereins und beschickte dessen Ausstellungen.
Ab 1875 wohnte Auegg-Dilg in Graz, wo sie 1890 im Alter von 79 Jahren starb.
Postum wurden ihre Werke wiederholt auf Ausstellungen in Wien, Linz und Bratislava gezeigt. So waren 1910 bei der ersten Ausstellung der Vereinigung bildender Künstlerinnen Österreichs (Die Kunst der Frau) in der Wiener Secession ein Aquarell-Doppelporträt und zwei Miniatur-Damenporträts von ihr zu sehen. 2022 waren ihre Arbeiten Teil der katalogbegleiteten Ausstellung Auftritt der Frauen im Stadtmuseum Nordico, bei der zwischen 1851 und 1950 in Linz wirkende Künstlerinnen vorgestellt wurden.

## Werk

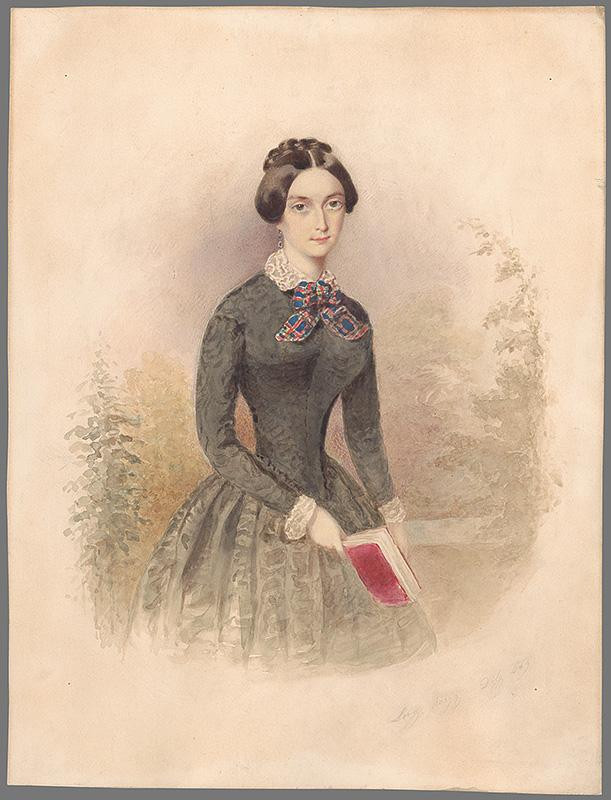
Porträt einer Dame mit Buch von Eleonore Auegg-Dilg (1849)

Eleonore Auegg-Dilg wirkte vor allem als Porträtminiaturmalerin (Aquarell, Bleistift). Aufgrund der Feinheit und farbenfrohen Ausführung waren ihre Werke in der Gesellschaft beliebt. Sie signierte zunächst mit „Eleonore D.“, „Lory D.“ oder „Lory Dilg“, später dann mit „Lory Auegg-Dilg“ bzw. „Lory Dilg-Auegg“. Neben der Malerei kolorierte sie auch Porträtfotografien von Leopold Zinnögger.
Der zeitgenössische Kunsthistoriker Hermann Ubell, Direktor des Oberösterreichischen Landesmuseums, führte Auegg-Dilg und Josef Wallhamer (1821–1878) als oberösterreichische Porträt-Miniaturmaler der Epoche auf. Gemäß seinen Betrachtungen zum 80-jährigen Jubiläum des Oberösterreichischer Kunstvereins (1931) gehörte Auegg-Dilg zu den Personen, die in den ersten zwei Jahrzehnten die künstlerischen Kosten der Ausstellungen des Vereins bestritten.
Werke von Auegg-Dilg befinden sich unter anderem in den Sammlungen des Landesmuseums und Städtischen Museums in Linz, des Wien Museums, des Germanischen Nationalmuseums in Nürnberg und der Städtischen Galerie Bratislava.
Werke (Auswahl)
- Dame mit Lockenfrisur, 1837, Aquarell, 8,5 × 6,7 cm, Signatur am rechten Rand „Eleonore Dilg 1837“, Wien Museum[8]
- Aquarell-Miniatur zweier junger Damen, 1837, 1. Oktober 1921 Versteigerungskatalog Wawra, Wien
- Die Schwestern Fröhlich, Aquarell, 1839, 26 × 21 cm, Signatur „Lory Auegg-Dilg 839“, Ausstellung 1930 Galerie Neumann und Salzer Wien[9]
- drei Aquarellporträts des Freiherren von Lempruch, eines bezeichnet „Lory Ausgg-Dilg 1842“, Burg Albrechtsberg an der Großen Krems
- Portrét dámy v čepci (Porträt einer Dame mit Hut), 1840–1850, Aquarell auf Karton, 28 × 22 cm, Städtische Galerie Bratislava[10]
- Portrét dámy s knihou (Porträt einer Dame mit Buch), 1849, Aquarell auf Karton, 33,3 × 25,3 cm, Signatur unten rechts mit Bleistift „Lory Ausgg-Dilg 849“, Städtische Galerie Bratislava
- Bildnisse eines Herrn und einer jungen Dame mit Blumen im Haar, 1849, Aquarell auf Papier, City-Galerie Wien
- Kinder-Doppelporträt, 1852, 1911 Ausstellung des Linzer Museums[11]
- Porträt einer jungen Dame, Zeichnung, 14,8 × 12,3, Germanisches Nationalmuseum[12]
- Bildnis des Polizei-Oberkommissär Karl Geistlinger[4]

## Ausstellungen (Auswahl)
- 1851, 1853, 1855, 1857: Oberösterreichischer Kunstverein, Linz
- 1910: Kunst der Frau, Vereinigung bildender Künstlerinnen Österreichs, Wiener Secession
- 1911: Weihnachtsausstellung, Linzer Museum
- 1920: Alt-Linz, Rathaus Linz[13]
- 1921: Auktionshaus Wawra, Wiener Secession
- 1932: Handzeichnungen und Aquarelle des 19. Jahrhunderts, Oberösterreichisches Landesmuseum[14]
- 1976: Aquarelle und Zeichnungen des 19. Jahrhunderts, Städtische Galerie Bratislava (mit Katalog)
- 2022: Auftritt der Frauen. Künstlerinnen in Linz 1851–1950, Nordico Stadtmuseum Linz
- 2023: Sisters & Brothers. 500 Jahre Geschwister in der Kunst, Lentos Kunstmuseum Linz[15]